# Puccinia calthicola
Puccinia calthicola är en svampart som beskrevs av J. Schröt. 1879. Puccinia calthicola ingår i släktet Puccinia och familjen Pucciniaceae.   Inga underarter finns listade i Catalogue of Life.